# D 230 (Türkei)
|Die Straße D 230 (Devlet yolu 230) ist eine 339 km lange Straße in der Türkei, die Edremit mit Eskişehir verbindet.

## Verlauf
Die Straße zweigt bei Edremit nach Osten von der D 550 (Europastraße 87) ab und führt über Havran und İvrindi nach Balıkesir, wo sie die D 565 kreuzt und kurz mit ihr gemeinsam verläuft. Von dort führt sie über Kepsut, Dursunbey, Harmancık und Tavşanlı, wo die D 595 gekreuzt wird, nach Kütahya. Dort trifft sie auf die Nord-Süd-Achse der D 650, mit der sie gemeinsam über rund 40 km nach Norden führt, bis sie in dem Dorf Kızılinler nach Osten abbiegt und nach der Provinzhauptstadt Eskişehir führt, wo sie an der D 200 (Europastraße 90) endet.